# Parc Nacional Natural de Tayrona

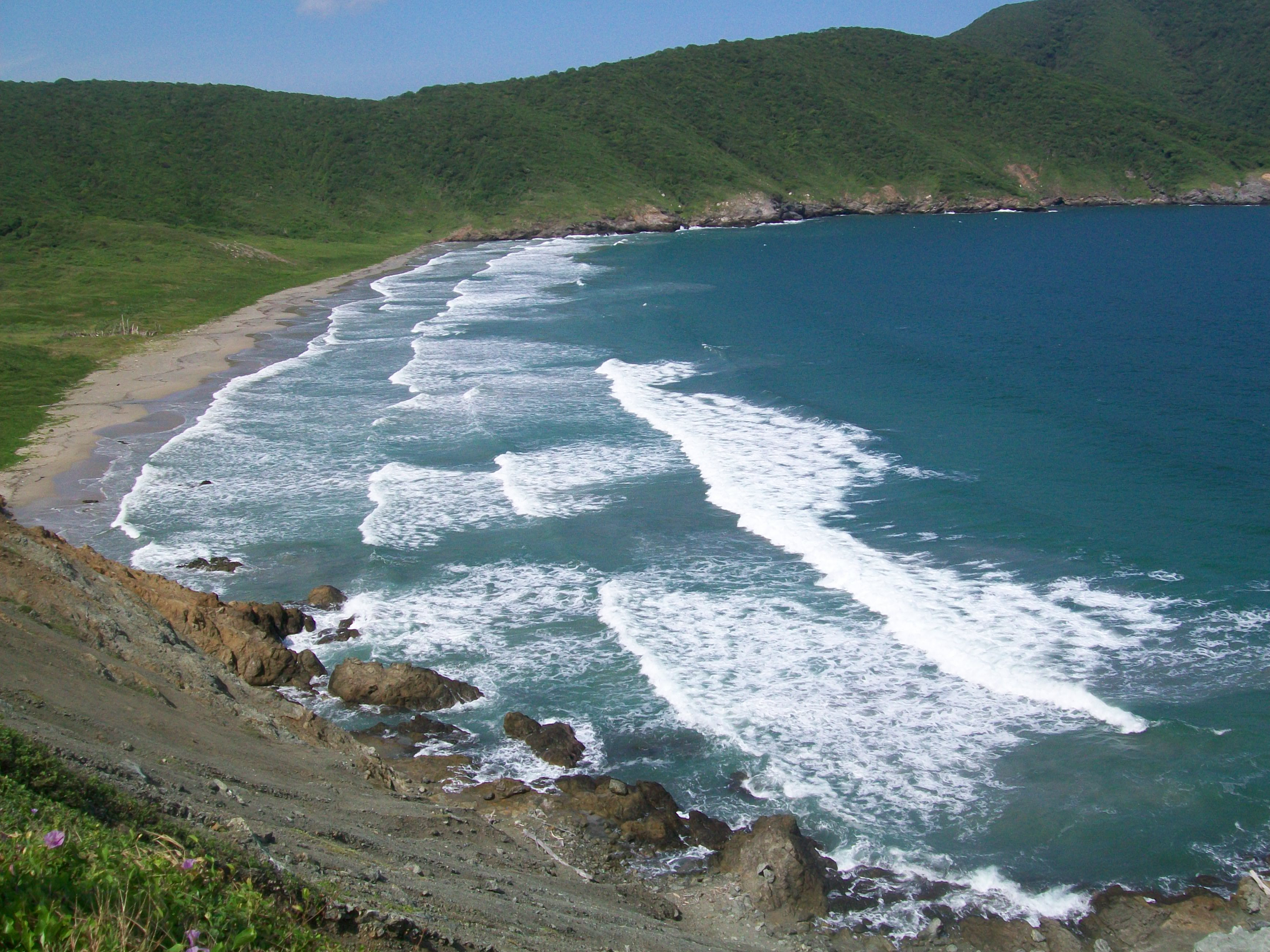
Platja Brava al Parc Nacional Natural de Tayrona

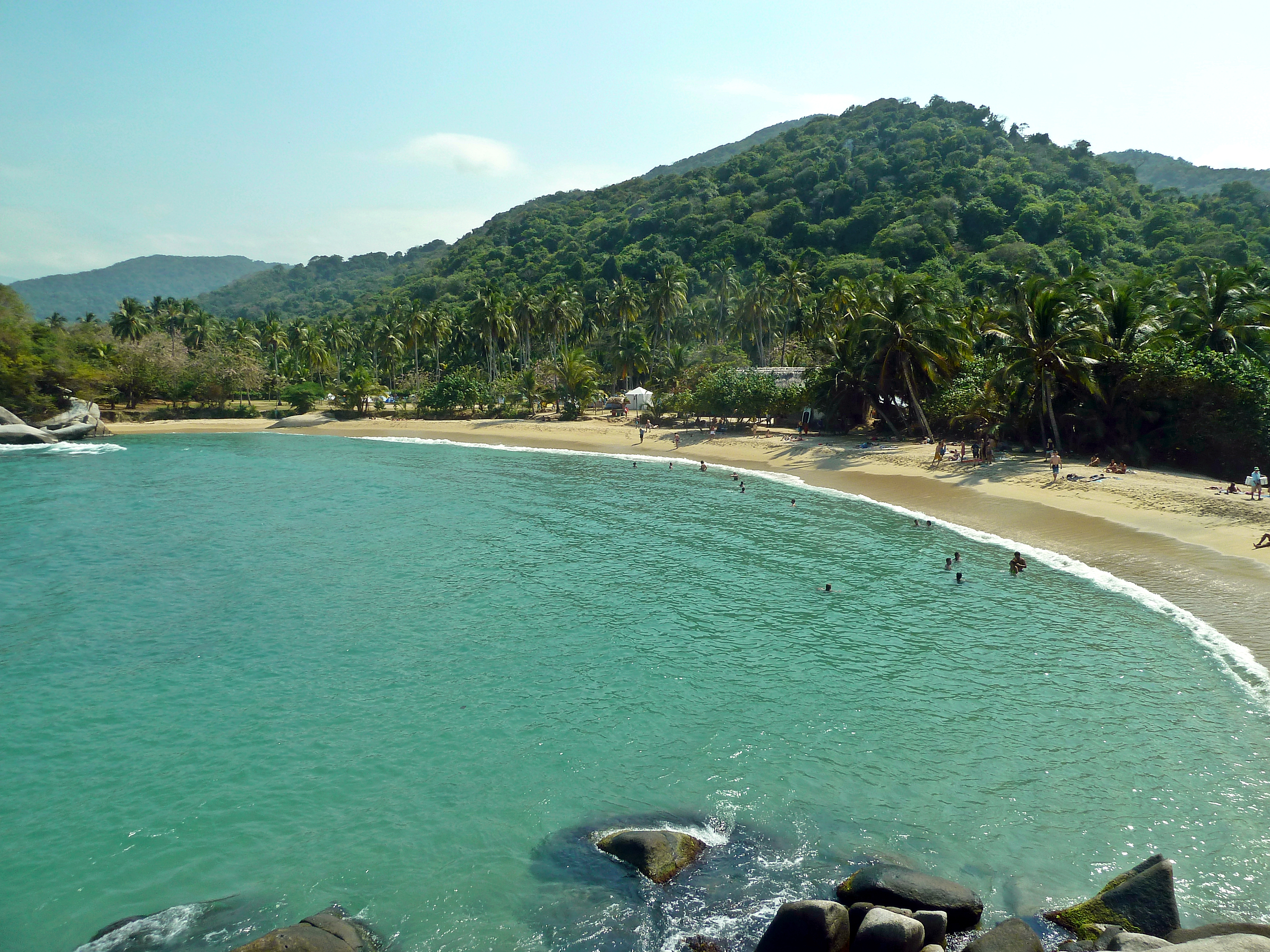
Cabo San Juan és una de les zones de natació més populars

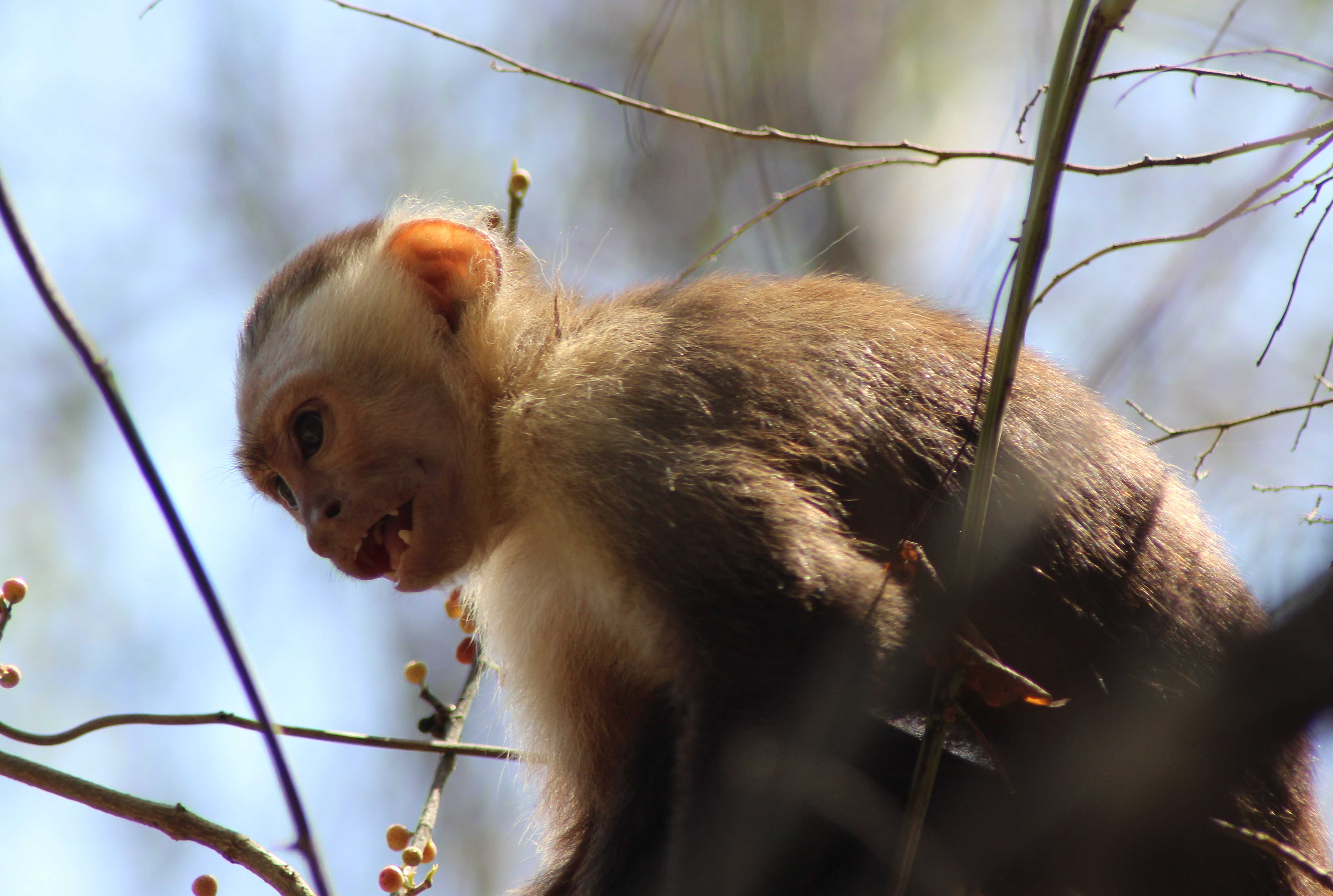
mico vivint al parc nacional

El Parc Nacional Natural de Tayrona (en castellà: Parque Nacional Natural Tayrona) és una àrea protegida a la regió del nord del Carib colombià i dins la jurisdicció de la ciutat de Santa Marta, a 34 km del centre de la ciutat. El parc presenta una biodiversitat endèmica de la zona de la serra de Sierra Nevada de Santa Marta, amb una varietat de climes (clima de muntanya) i geografia que va des del nivell del mar àrid fins als 900 metres sobre el nivell del mar. El parc ocupa aproximadament 30 km² d'àrea marítima al mar Carib i aproximadament 150 km² de terra.
Va ser el segon parc nacional més visitat de Colòmbia el 2019, amb 458.755 visitants.

## Història
El Parc Nacional Tayrona va ser creat per la Llei 191 de l'Institut Colombià de Reforma Agrària (INCORA), amb la finalitat de garantir la protecció de la regió i la preservació del medi ecològic.

## Geografia
El parc té una superfície de 150 km². Es troba a la jurisdicció del municipi de Santa Marta, al departament de Magdalena, al llarg de la costa nord de Colòmbia que limita amb el mar Carib.
Taganga és la seva part més meridional; el seu límit occidental va cap al nord-est seguint la línia de costa, inclòs un quilòmetre de zona de mar, fins al riu Piedras. El límit segueix el costat esquerre del riu fins a la carretera del Nord, i després cap a l'oest, travessant els següents llocs amb clares demarcacions en el terreny:
- Turó de Santa Rosa
- Turó de Tovar
- Pic de Guacamayo
- Turó Aguas Muertas
- Pic Cielito
- Lloc d'Hondonada
- Turó Humo

També travessa diverses rieres, com el riu Piedras, Cañaveral, Santa Rosa, La Boquita, Cinto, i altres braços d'aigua, com ara els rius Rodríguez i Gairaca.

### Clima
Les temperatures al parc i a les ciutats circumdants oscil·len entre 27 i 35 °C al nivell del mar. Les precipitacions en aquesta regió varien des de res fins a uns 975 mmm per mes, però en general el clima és tropical i càlid, amb l'agricultura que requereix reg des dels cims nevats.
| Paràmetres climàtics mitjans de | Paràmetres climàtics mitjans de | Paràmetres climàtics mitjans de | Paràmetres climàtics mitjans de | Paràmetres climàtics mitjans de | Paràmetres climàtics mitjans de | Paràmetres climàtics mitjans de | Paràmetres climàtics mitjans de | Paràmetres climàtics mitjans de | Paràmetres climàtics mitjans de | Paràmetres climàtics mitjans de | Paràmetres climàtics mitjans de | Paràmetres climàtics mitjans de | Paràmetres climàtics mitjans de |
| Mes                             | Gen.                            | Feb.                            | Mar.                            | Abr.                            | Mai.                            | Jun.                            | Jul.                            | Ago.                            | Set.                            | Oct.                            | Nov.                            | Des.                            | Anual                           |
| ------------------------------- | ------------------------------- | ------------------------------- | ------------------------------- | ------------------------------- | ------------------------------- | ------------------------------- | ------------------------------- | ------------------------------- | ------------------------------- | ------------------------------- | ------------------------------- | ------------------------------- | ------------------------------- |
| Font:                           |                                 |                                 |                                 |                                 |                                 |                                 |                                 |                                 |                                 |                                 |                                 |                                 |                                 |

## Flora i fauna

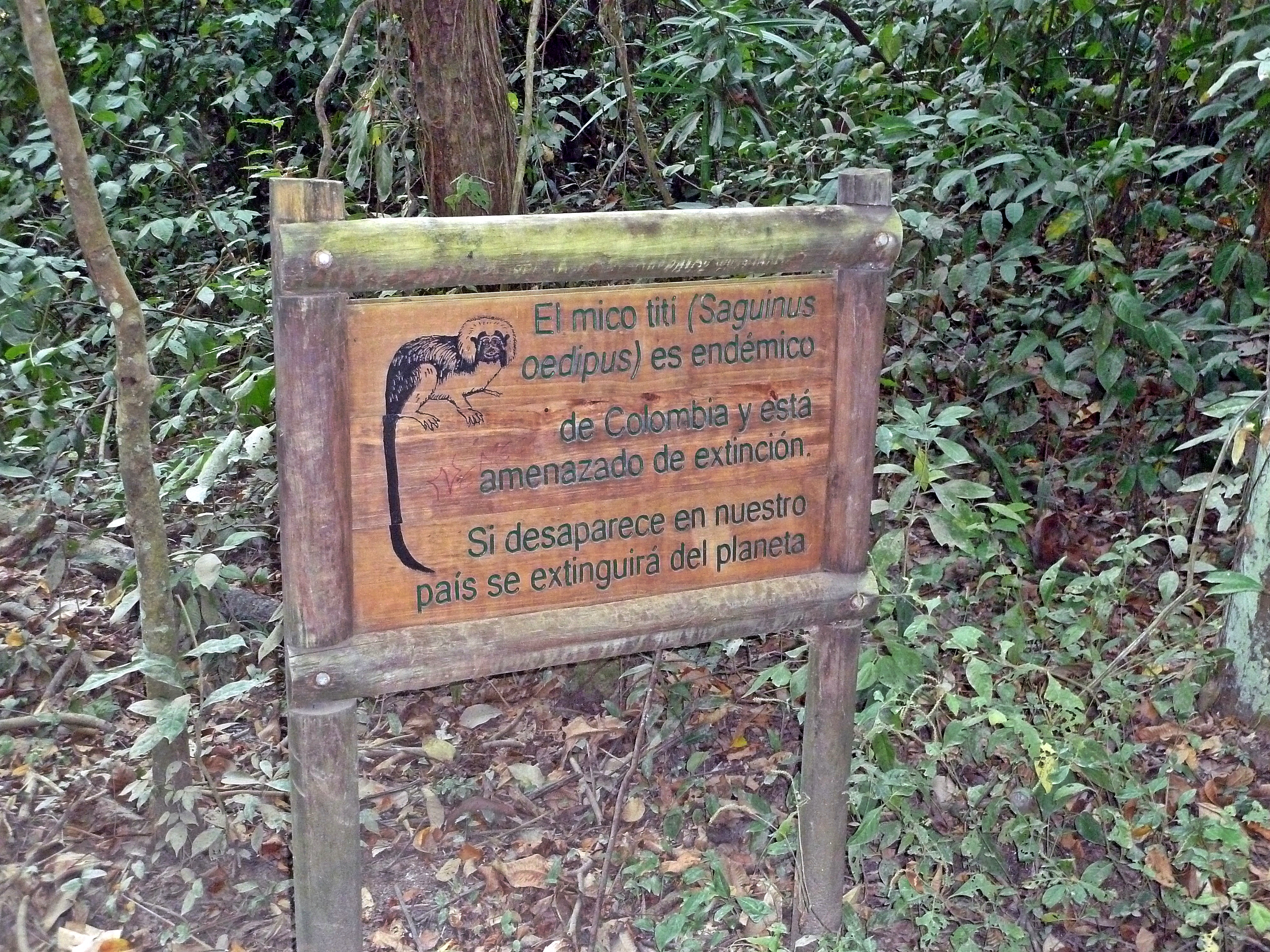
Un cartell al parc assenyala que aquesta zona és l'últim lloc del món on encara existeix el tamarí de cotó en perill d'extinció.

Els estudiosos han fet una àmplia classificació de les espècies animals que viuen al parc, que inclou unes 108 espècies de mamífers i 300 espècies d'ocells. Entre els residents típics del parc es troben l'aullador, el gat tigrat, el cérvol i més de 70 espècies de ratpenats.
Les 300 espècies d'ocells del parc inclouen l'àguila solitaria negra de muntanya, el guacamai militar, el formiguer d'esquena negra, l'ocell de panxa blanca i el manakí de cua llança. També hi ha aproximadament 31 espècies de rèptils, 15 espècies d'amfibis, 202 espècies de porífers, 471 espècies de crustacis, 96 espècies d'anèl·lids, 700 espècies de mol·luscs, 110 espècies de coralls i 401 espècies de peixos marins i de riu.
Hi ha més de 350 algues i més de 770 espècies de plantes.
És un dels tres parcs nacionals del Carib colombià amb esculls de corall als seus territoris, els altres dos són Old Providence McBean Lagoon i Rosario i San Bernardo Corals.

## Arqueologia
Hi ha testimonis arqueològics d'antics assentaments humans a la zona del parc fins al segle XVI. El lloc disposa ara d'equipaments per a l'ecoturisme, amb camins aptes per fer passejos. El Museu Arqueològic de Chairama es troba al jaciment de Cañaveral, prop de la desembocadura del riu Piedras. Altres llocs que atrauen visitants són el Camí dels Naranjos, la platja de Castilletes, la piscina, el riu Piedras i la sortida de San Juan.
El lloc d'El Pueblito va ser una caminada popular, però actualment està tancat des del 2019 per desig dels residents indígenes.